# قمرين (برنامج)
قمرين هو برنامج رمضاني ترفيهي فني قدمته الإعلامية اللبنانية نادين فلاح عام 2006 خلال شهر رمضان على شاشة روتانا موسيقى 

.

## نبذة عن البرنامج
البرنامج يتكون من فقرتين الأولى تستضيف فيها أحد الفنانين المعروفين على الصعيدين اللبناني والعربي، والثانية بعنوان «مبروك يا قمر»، ويطغى عليها طابع التسلية والالعاب بحيث تتواصل مع المشاهدين مباشرة على الهواء موجهة اليهم اسئلة محورها الفنان الضيف، ويفوز الرابح بجوائز عدة قيمة 

## ضيوف الحلقات
- ليلى غفران
- فلة (مغنية)
- رضا العبد الله
- يارا (مغنية)
- ماجد المهندس
- باسمة
- إيهاب توفيق
- باسكال مشعلاني
- شيرين وجدي
- مادلين مطر
- زياد برجي
- إيوان (مطرب)
- رولا سعد (مغنية)
- خالد الشيخ
- جاد شويري
- ميريام فارس